# Subalaya
Subalaya es una ciudad y ciudad censal situada en el distrito de Subarnapur en el estado de Odisha (India). Su población es de 5072 habitantes (2011). Se encuentra a orillas del río Mahanadi a 207 km de Bhubaneswar y a 32 km de Subarnapur.

## Demografía
Según el censo de 2011 la población de Subalaya era de 5072 habitantes, de los cuales 2638 eran hombres y 2434 eran mujeres. Subalaya tiene una tasa media de alfabetización del 83,18%, superior a la media estatal del 72,87%: la alfabetización masculina es del 93,21%, y la alfabetización femenina del 72,15%.